# Elmove pustolvine u Zemlji gunđanja
Elmove pustolvine u Zemlji gunđanja (eng. The Adventures of Elmo in Grouchland) je američki pustolovni film redatelja Gary Halvorson iz 1999. godine i ujedno televizijska serija Ulica Sezam.

## Glavne uloge
- Kevin Clash
- Mandy Patinkin
- Vanessa Williams

## Vanjske poveznice
- Elmove pustolvine u Zemlji gunđanja na Internet Movie Databaseu (engl.)